# Tri Martolod
Tri Martolod – tradycyjna bretońska ballada.
Tri Martolod („Trzej marynarze” po bretońsku) lub Tri Martolod Yaouank („Trzej młodzi marynarze”) to tradycyjna bretońska pieśń, która pochodzi z XVIII wieku z Dolnej Bretanii. Utwór zyskał sławę dzięki interpretacji, aranżacjom i nagraniom bretońskiego harfisty Alana Stivella w latach 70. XX wieku.
Tekst piosenki opowiada historię trzech młodych żeglarzy, którzy wyruszają na wyprawę do Nowej Fundlandii. Fabuła szybko przeradza się w romantyczny dialog. Muzyka składa się z trzech kroków, typowych dla południowej Kornwalii i powszechnych na wybrzeżu Bretanii.

## Wykonawcy
Utwór doczekał się wielu aranżacji oraz kilku tłumaczeń. Znalazł się m.in. w repertuarze takich wykonawców i zespołów, jak:
- Alan Stivell
- Arany Zoltán
- Armens
- Dan Ar Braz
- Dao Dezi
- Dr. Peacock (frenchcore)
- Eluveitie
- Les Mariens d’Iroise
- Manau[1]
- Nolwenn Leroy
- Poeta Magica
- Ryczące Dwudziestki
- Ryczące Shannon
- Servat
- Shannon
- Tri Yann
- Yann-Fañch Kemener